# Jack Hawkins
John Edward Hawkins (ur. 14 września 1910 w Londynie, zm. 18 lipca 1973 tamże) − brytyjski aktor, czterokrotnie nominowany do nagrody BAFTA.

## Filmografia
- Birds of Prey (1930)
- Lokator (1932)
- The Good Companions (1933)
- The Lost Chord (1933)
- I Lived with You (1933)
- The Jewel (1933)
- A Shot in the Dark (1933)
- Autumn Crocus (1934)
- Lorna Doone (1934)
- Death at Broadcasting House (1934)
- Peg of Old Drury (1935)
- Beauty and the Barge (1937)
- The Frog (1937)
- Who Goes Next? (1938)
- A Royal Divorce (1938)
- Murder Will Out (1940)
- The Flying Squad (1940)
- The Next of Kin (1942)
- Stracone złudzenia (1948)
- Dobry książę Charlie (1948)
- The Small Back Room (1949)
- The Elusive Pimpernel (1950)
- State Secret (1950)
- Czarna róża (1950)
- Nie ma autostrad w chmurach (1951)
- The Adventurers (1951)
- Home at Seven (1952)
- Angels One Five (1952)
- Zagubione dzieciństwo (1952)
- The Planter's Wife (1952)
- Okrutne morze (1953)
- Bitwa o Maltę (1953)
- Twice Upon a Time (1953)
- The Intruder (1953)
- The Seekers (1954)
- Front Page Story (1954)
- Ziemia faraonów (1955)
- The Prisoner (1955)
- Touch and Go (1955)
- The Long Arm (1956)
- Fortune is a Woman (1957)
- Man in the Sky (1957)
- Most na rzece Kwai (1957)
- The Two-Headed Spy (1958)
- Gideon's Day (1958)
- Ben-Hur (1959)
- Liga dżentelmenów (1960)
- Dwie miłości (1961)
- Lafayette (1961)
- Five Finger Exercise (1962)
- Lawrence z Arabii (1962)
- Rampage (1963)
- Zulu (1964)
- Guns at Batasi (1964)
- The Third Secret (1964)
- Lord Jim (1965)
- Maskarada (1965)
- Judyta (1966)
- Mak również jest kwiatem (1966)
- Shalako (1968)
- Stalked (1968)
- Great Catherine (1968)
- Oh! Co za urocza wojenka (1969)
- Ci wspaniali młodzieńcy w swych szalejących gruchotach (1969)
- Waterloo (1970)
- Jane Eyre (1970)
- Ukochany (1970)
- Przygody Gerarda (1970)
- Lola (1970)
- 48 godzin (1971)
- Mikołaj i Aleksandra (1971)
- Porwany (1971)
- Młody Winston (1972)
- The Last Lion (1972)
- Escape to the Sun (1972)
- Krwawy teatr (1973)
- Różne drogi szaleństwa (1973)